# Саар, Эвар
Э́вар Са́ар (эст. Evar Saar), также Э́вар Са́ары (выр. Evar Saarõ, род. 16 августа 1969 года) — эстонский лингвист, исследователь выруского диалекта и журналист.

## Биография
Саар окончил среднюю школу в городе Выру (1984—1987) и получил высшее образование в Тартуском университете. Он имеет степень бакалавра журналистики (1987—1996) и степень магистра эстонского и балтийско-финского языкознания (1997—2001). Является сотрудником Выруского института с 1995 года. 
Многократно путешествовал по исторической области Вырумаа, собрал более 50 тысяч имён собственных (имена людей и названия населённых пунктов), употребляемых в вырусском языке. В 2000 году Саар поступил в докторантуру по эстонскому языку, а в 2008 году защитил докторскую диссертацию на тему «Анализ топонимов Вырумаа на основе наиболее распространённых частей имён и традиционной системы общественных имён».
Участник множества научных конференций, один из организаторов семинара «Приграничные языки Балтийского моря и Финляндии».
Владеет немецким и английским языками. Супруга — Марико Фастер (Mariko Faster), дочь — Хипп.  
Помимо языковедения, Саар интересуется биологией: выращивает экологически чистые зёрна и разрабатывает методики борьбы против грызунов. 
Кавалер Ордена Белой звезды V класса (2004).

## Публикации
- Võrumaa kohanimede analüüs enamlevinud nimeosade põhjal ja traditsioonilise kogukonna nimesüsteem. Dissertationes philologiae estonicae Universitatis Tartuensis, 1406-1325; 22, Tartu Ülikool 2008.
- Räpina ja Vastseliina kohanimed. Sünkrooniline ülevaade ja andmebaas. In: Mariko Faster ja Evar Saar. Võromaa kotussõnimmist, Võro Instituut 2002.
- Eve Alender, Kairit Henno, Annika Hussar, Peeter Päll ja Evar Saar. Nimekorralduse analüüs, Eesti Keele Sihtasutus 2003.
- Võrumaa kohanimed", Tartu Ülikooli Kirjastus 2009, ISBN 9789949190430
- Võru nime päritolust, Keel ja Kirjandus 7/2009
- Evar Saar: Loomuliku kakskeelsuseni, Delfi, 17. oktoober 2007